# Fritz Haarmann
Friedrich "Fritz" Heinrich Karl Haarmann (Hannover, 25 de octubre de 1879-id. 15 de abril de 1925) fue un famoso asesino en serie alemán, ejecutado a causa del asesinato probado de 24 adolescentes alemanes, si bien se le atribuyen más de 100 víctimas.
Haarmann fue declarado culpable de veinticuatro de los veintisiete asesinatos por los que fue juzgado y condenado a muerte por decapitación en diciembre de 1924. Además, de acuerdo con la práctica alemana, se le revocaron sus derechos honoríficos de ciudadanía. Posteriormente fue ejecutado en la guillotina en abril de 1925.
Haarmann llegó a ser conocido como el Carnicero de Hannover (en alemán: Der Schlächter von Hannover) debido a las extensas mutilaciones y desmembramientos cometidos en los cuerpos de sus víctimas y por títulos como el Vampiro de Hannover (der Vampir von Hannover) y el Hombre Lobo (Wolfsmensch) debido a su método de asesinato preferido de morder o atravesar la garganta de sus víctimas.

## Biografía

### Infancia
Fritz Haarmann, conocido como El carnicero o como el Vampiro de Hannover, nació en dicha ciudad alemana. Provenía de una familia desestructurada: sus padres eran alcohólicos y protagonizaban escandalosos enfrentamientos que llegaban a la agresión física. 
Haarmann fue el sexto y más joven de los hijos de Johanna (de soltera Claudius) y Ollie Haarmann.
Haarmann era un niño tranquilo, con pocos amigos de su edad o de su sexo y que rara vez se relacionaba con niños fuera de la escuela, a excepción de sus hermanos. Desde temprana edad, Haarmann se comportaba de forma notablemente afeminada, y era conocido por rehuir las actividades de los chicos, jugando en cambio con las muñecas de sus hermanas y vistiéndose con sus ropas.  Esto encolerizaba a su padre, que le golpeaba con saña cuando lo veía de esta forma. Este ambiente provocó que sus hermanas abandonaran pronto el hogar familiar. Se ha apuntado en algunas ocasiones que acabaron siendo prostitutas. Sus víctimas siempre fueron adolescentes varones por sus tendencias homosexuales.También se apasionó por la costura y la cocina, y desarrolló una estrecha relación con su madre, que mimaba a su hijo menor.
Al parecer, el padre de Haarmann se casó con su madre cuando ésta tenía 41 años y era siete años mayor que él, en gran parte debido a la riqueza de ella y a la cuantiosa dote que le proporcionaría su matrimonio. Haarmann padre era conocido por su carácter pendenciero y malhumorado y, debido a las diversas aventuras que mantuvo a lo largo de su matrimonio, contrajo la sífilis en sus últimos años. A pesar de ser un autoritario que tenía poco tiempo para sus hijos y un notorio mujeriego, los padres de Haarmann permanecieron juntos hasta la muerte de su madre en abril de 1901.
En 1886, Haarmann comenzó sus estudios, en los que los profesores le consideraron un niño mimado y consentido, con tendencia a soñar despierto. Aunque su comportamiento en la escuela era ejemplar, su rendimiento académico estaba por debajo de la media y Haarmann tuvo que repetir curso dos veces. En una ocasión, cuando tenía unos ocho años, Haarmann fue molestado por uno de sus profesores, aunque nunca habló de este incidente en detalle.
Haarmann se convirtió en un joven de gran fortaleza física. Con el consentimiento de sus padres, terminó sus estudios en 1894. Al salir de la escuela, consiguió un breve empleo como aprendiz de cerrajero en Neuf-Brisach (ahora parte de Francia) antes de optar, a los 15 años, por inscribirse en una academia militar en la ciudad de Breisach. Su formación militar comenzó el 4 de abril de 1895.

### Adolescencia y primeros delitos
Al principio, Haarmann se adaptó a la vida militar y se desempeñó bien como soldado en prácticas. Sin embargo, después de cinco meses de servicio militar, comenzó a sufrir lapsos periódicos de conciencia que, aunque inicialmente fueron descritos por un profesional médico como signos repentinos de neurosis de ansiedad, posteriormente serían diagnosticados como "equivalentes a la epilepsia" en octubre de 1895. Al mes siguiente, Haarmann se dio de baja del ejército y regresó a Hannover, donde trabajó brevemente en una fábrica de cigarros que su padre había establecido en 1888.
A la edad de 16 años, Haarmann cometió sus primeros delitos sexuales conocidos, todos ellos relacionados con chicos jóvenes a los que atraía a zonas aisladas -típicamente sótanos- antes de proceder a abusar sexualmente de ellos. En julio de 1896 fue detenido por primera vez por cometer este tipo de delitos. En febrero de 1897, la División de Asuntos Penales decidió internar a Haarmann en una institución mental en la ciudad de Hildesheim. Aunque fue trasladado brevemente a un hospital de Hannover para una evaluación psiquiátrica, un psicólogo llamado Gurt Schmalfuß certificó que estaba "incurablemente trastornado" y que no era apto para ser juzgado. Schmalfuß ordenó que Haarmann fuera confinado en la institución mental indefinidamente. El 28 de mayo de 1897 fue devuelto a la institución. Siete meses después, en enero de 1898, Haarmann escapó de la institución mental y, con la aparente ayuda de su madre, huyó a Zürich en Suiza. Aquí vivió con un pariente de su madre y obtuvo un empleo como manitas en un astillero. Haarmann permaneció en Zúrich durante dieciséis meses antes de regresar a Hannover en abril de 1899. A principios del año siguiente, sedujo y se comprometió con una mujer llamada Erna Loewert, que pronto se quedó embarazada de su hijo.

## Historia criminal
Con 17 años, Haarmann fue fichado por la policía por acosar a adolescentes. Sin embargo, no fue hasta 1919, cuando contaba con 40 años, cuando comete su primer crimen. Su víctima fue Friedel Rothe.
El modus operandi de este psicópata, considerado en vida como uno de los mayores asesinos en serie de la historia, era siempre el mismo. Acudía a la estación de autobuses de Hannover, donde había decenas de chicos esperando trabajo. Allí les engañaba prometiéndoles trabajo y comida.
Los llevaba, de uno en uno, a una buhardilla que tenía en el barrio de Calenberger Neustadt, a espaldas del río Leine. Allí, según su propia confesión, los violaba y, de un mordisco, les seccionaba la carótida y la tráquea. Todo este macabro ritual lo llevaba a cabo con su amante, Hans Grans.
Lo más truculento de la historia estriba en que, una vez muertos, deshuesaba a sus víctimas y vendía sus trozos de carne asegurando que eran de cerdo o de caballo (de ahí el apelativo de carnicero). Regalaba los huesos de sus víctimas asegurando que eran de caballo, si bien su tamaño y su blancura despertó las sospechas de los vecinos de Hannover. Fue por esto que acabó por arrojar los huesos al río Leine.

### Acción de la justicia

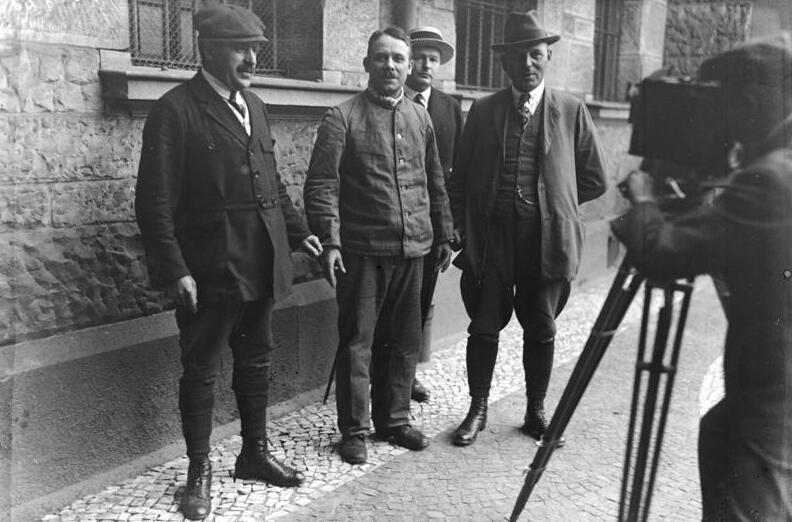
Haarmann tras ser atrapado por la policía, en noviembre de 1924.

El 17 de mayo de 1924 unos niños localizaron una calavera en el río. Las autoridades ordenaron el dragado de éste y encontraron numerosos restos óseos. El cerco se fue estrechando en torno al asesino y el 22 de junio de 1924 fue detenido. Haarmann confesó sus crímenes. Admitió haber matado y practicado canibalismo con unos cuarenta niños.
El 15 de abril de 1925 fue decapitado por orden del juez. El carnicero de Hannover no pidió clemencia, aunque insistió en que un ser desconocido tomaba posesión de su cuerpo y le incitaba a matar. Su última voluntad fue que se escribiera en su lápida: "Aquí yace el exterminador". Su compañero de tropelías, Hans Grans, fue condenado a cadena perpetua, pero se le conmutó por 12 años de cárcel. Por sus inclinaciones homosexuales estuvo preso en un campo de concentración hasta el final de la Segunda Guerra Mundial. Luego se cambió el nombre, se casó y falleció en la ciudad de Hannover.

## Consecuencias
Tras la ejecución de Haarmann, se extrajeron secciones de su cerebro para su análisis forense. El examen de los cortes del cerebro de Haarmann reveló rastros de meningitis, aunque no se conservó ninguna sección del cerebro de Haarmann de forma permanente. No obstante, la cabeza de Haarmann se conservó en formol y permaneció en posesión de la Facultad de Medicina de Gotinga desde 1925 hasta 2014, cuando fue incinerada.

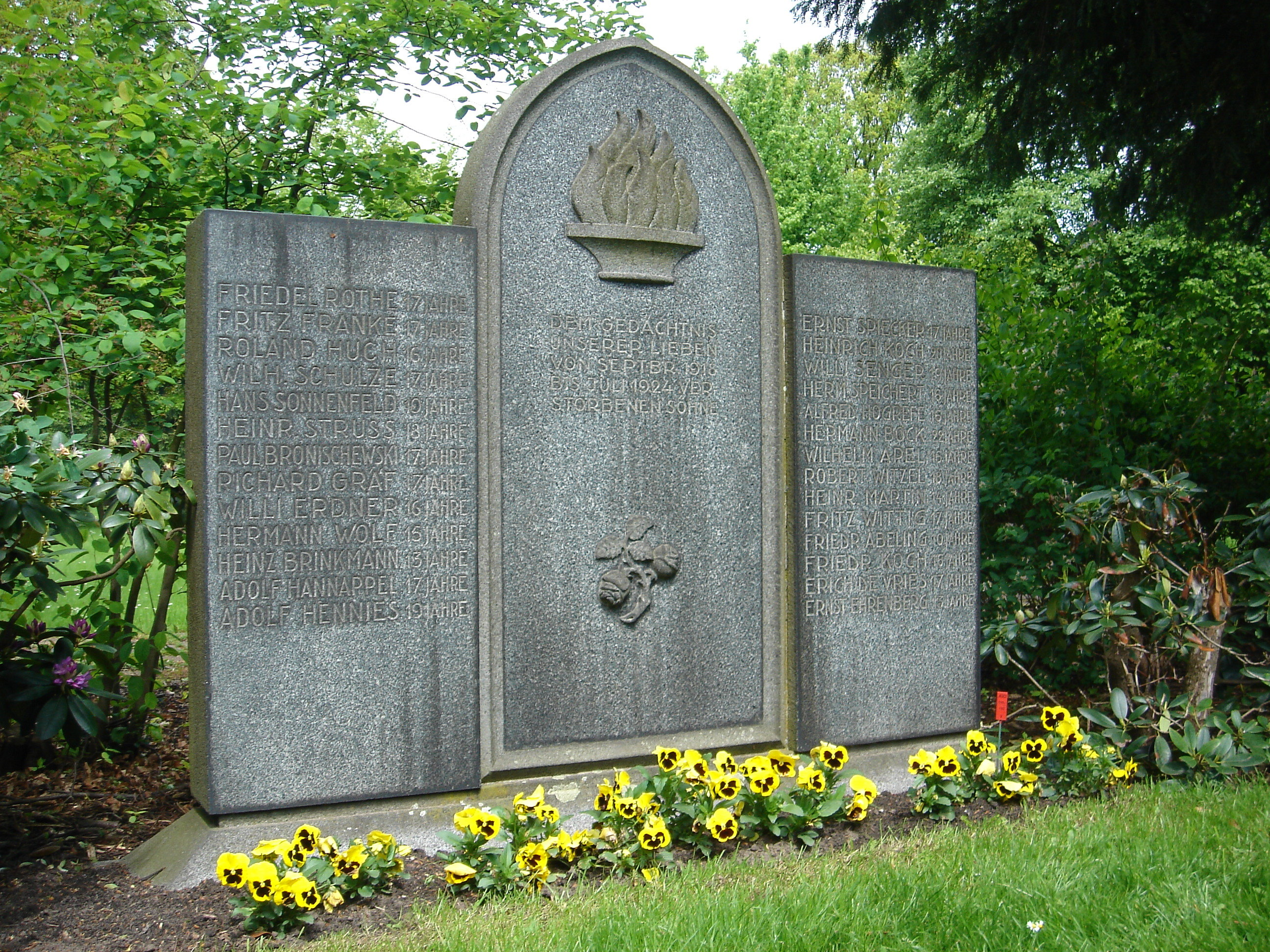
La fosa común de las víctimas de Haarmann

Los restos de las víctimas de Haarmann que se recuperaron fueron enterrados juntos en una fosa común en el cementerio de Stöckener en febrero de 1925. En abril de 1928, se erigió sobre la fosa común un gran monumento de granito en forma de tríptico, con los nombres y las edades de las víctimas.
El descubrimiento de una carta de Haarmann en la que se declaraba la inocencia de Hans Grans hizo que éste fuera sometido a un segundo juicio. Esta carta estaba fechada el 5 de febrero de 1925 y estaba dirigida al padre de Grans. En esta carta, Haarmann afirmaba que, aunque se había sentido frustrado por haber sido visto como poco más que un "ticket de comida" por Grans, éste "no tenía ni idea de que yo había matado". Además, Haarmann afirmó que muchas de sus acusaciones contra Grans antes del juicio se obtuvieron bajo extrema coacción, y que acusó falsamente a Grans de instigar los asesinatos de Hannappel y Witzel como medio de venganza. Haarmann afirmó que su párroco sería informado del contenido y la autenticidad de la carta.
Hans Grans fue juzgado de nuevo en enero de 1926. Se le acusó de complicidad en los asesinatos de Adolf Hannappel y Fritz Wittig. A Haarmann en los asesinatos de las víctimas Adolf Hannappel y Fritz Wittig. 
Aunque Grans declaró en una intervención ante el juez en este segundo juicio que esperaba ser absuelto, el 19 de enero, volvió a ser declarado culpable de complicidad con Haarmann en ambos casos, aunque en esta ocasión fue condenado a dos concurrencias de 12 años. Tras cumplir esta condena de 12 años, Grans fue internado extralegalmente en el campo de concentración de Sachsenhausen. Tras la conclusión de la Segunda Guerra Mundial, siguió viviendo en Hannover hasta su muerte.
Los asesinatos cometidos por Haarmann suscitaron un gran debate en Alemania sobre los métodos utilizados en la investigación policial, el tratamiento de los delincuentes con enfermedades mentales y la validez de la pena de muerte. Sin embargo, el tema de debate más acalorado en relación con los asesinatos cometidos por Haarmann fueron las cuestiones relacionadas con el tema de la homosexualidad, que entonces era ilegal y se castigaba con la cárcel en Alemania. El descubrimiento de los asesinatos provocó una ola de homofobia en toda Alemania, y un historiador señaló: "Dividió irremediablemente el movimiento [de los derechos de los homosexuales], alimentó todos los prejuicios contra la homosexualidad y proporcionó nuevo forraje a los adversarios conservadores de la reforma sexual legal".

## Más información
- Haarmann. El carnicero de Hannover, un asesino en serie de Peer Meter e Isabel Kreitz (2011) (Ediciones La Cúpula)
- Psicokillers, asesinos sin alma de Juan Antonio Cebrián (2003) (Colección Pasajes del terror; editorial Nowtilus frontera)

## Literatura
- (en alemán) Matthias Blazek: Haarmann und Grans. Der Fall, die Beteiligten und die Presseberichterstattung. ibidem, Stuttgart 2009, ISBN 978-3-89821-967-9.
- (en alemán) Matthias Blazek: „Prozess gegen den Serienmörder Friedrich Haarmann vor dem Schwurgericht – Verhandlung vom 4. bis 19. Dezember 1924 / Hinrichtung 1925“. Sachsenspiegel 7, Cellesche Zeitung desde 18. Februar 2012.
- (en alemán) Kerstin Brückweh: Mordlust. Serienmorde, Gewalt und Emotionen im 20. Jahrhundert. Campus Verlag, Frankfurt am Main y New York 2006, ISBN 978-3-593-38202-9.
- (en alemán) Hans Hyan: Massenmörder Haarmann, Kriminalistische Studie, Berlín 1924.
- (en alemán) Thomas Kailer: „… der höllischen Ausgeburt den Kopf vor die Füße legen …“ Zur Psychologie der strafenden Gesellschaft. Der Fall Haarmann. En: Von der Polizei der Obrigkeit zum Dienstleister für öffentliche Sicherheit. Festschrift zum 100. Gebäudejubiläum des Polizeipräsidiums Hannover 1903–2003. Editado de Hans-Joachim Heuer etc., Hilden 2003, p. 69–88.
- (en alemán) Kathrin Kompisch: Der Fall Fritz Haarmann (1924). En: Hannoversche Geschichtsblätter, N.F., número 55–56 (2001–2002), p. 97–116.
- (en alemán) Theodor Lessing: Haarmann. Die Geschichte eines Werwolfs und andere Gerichtsreportagen. Editado y presentado de Rainer Marwedel, Luchterhand, Frankfurt am Main 1989 (primero: Berlín 1925), ISBN 3-630-61865-0.
- (en alemán) Christine Pozsár; Michael Farin (ed.): Die Haarmann-Protokolle. Rowohlt, Reinbek 1995, ISBN 3-499-60163-X.
- (en alemán) Friedhelm Werremeier: Haarmann. Der Schlächter von Hannover. Die grauenvollen Verbrechen des berüchtigten Serienmörders. Heyne, Múnich 1995, ISBN 3-453-08907-3 (primero: Köln 1992 como: Haarmann. Nachruf auf einen Werwolf., ISBN 3-8025-2232-X).

## Cine
- La primera película que se inspiró en el caso Haarmann, M, se estrenó en 1931. Dirigida por Fritz Lang, M estaba protagonizada por Peter Lorre en el papel de un asesino de niños ficticio llamado Hans Beckert. Además de inspirarse en el caso de Fritz Haarmann, M también se inspiró en los entonces recientes y notorios crímenes de Peter Kürten y Carl Großmann.
- La película "La ternura de los lobos" (En inglés: The Tenderness of the Wolves, en alemán: Die Zärtlichkeit der Wölfe) se basó directamente en los crímenes de Haarmann. Esta película se estrenó en julio de 1973 y fue dirigida por Ulli Lommel. La ternura de los lobos fue escrita y protagonizada por Kurt Raab, que se puso en el papel de Fritz Haarmann.[24] El director de cine alemán Rainer Werner Fassbinder produjo la película y también apareció en un papel menor como el cómplice criminal de Haarmann, Hugo Wittkowski.
- En la película "Der Totmacher" (En inglés The Deathmaker, "El Fabricante de la muerte") de 1995, se recrea, basado parcialmente en los archivos judiciales, el interrogatorio y confesión de Fritz Haarmann, interpretado por el actor Götz George. La trama de Der Totmacher gira en torno al interrogatorio de Haarmann tras su detención, mientras es entrevistado por un psiquiatra del tribunal.[25] Ficha en Imdb: https://www.imdb.com/title/tt0114704/?ref_=nv_sr_srsg_0